# Congress-Centrum Koelnmesse

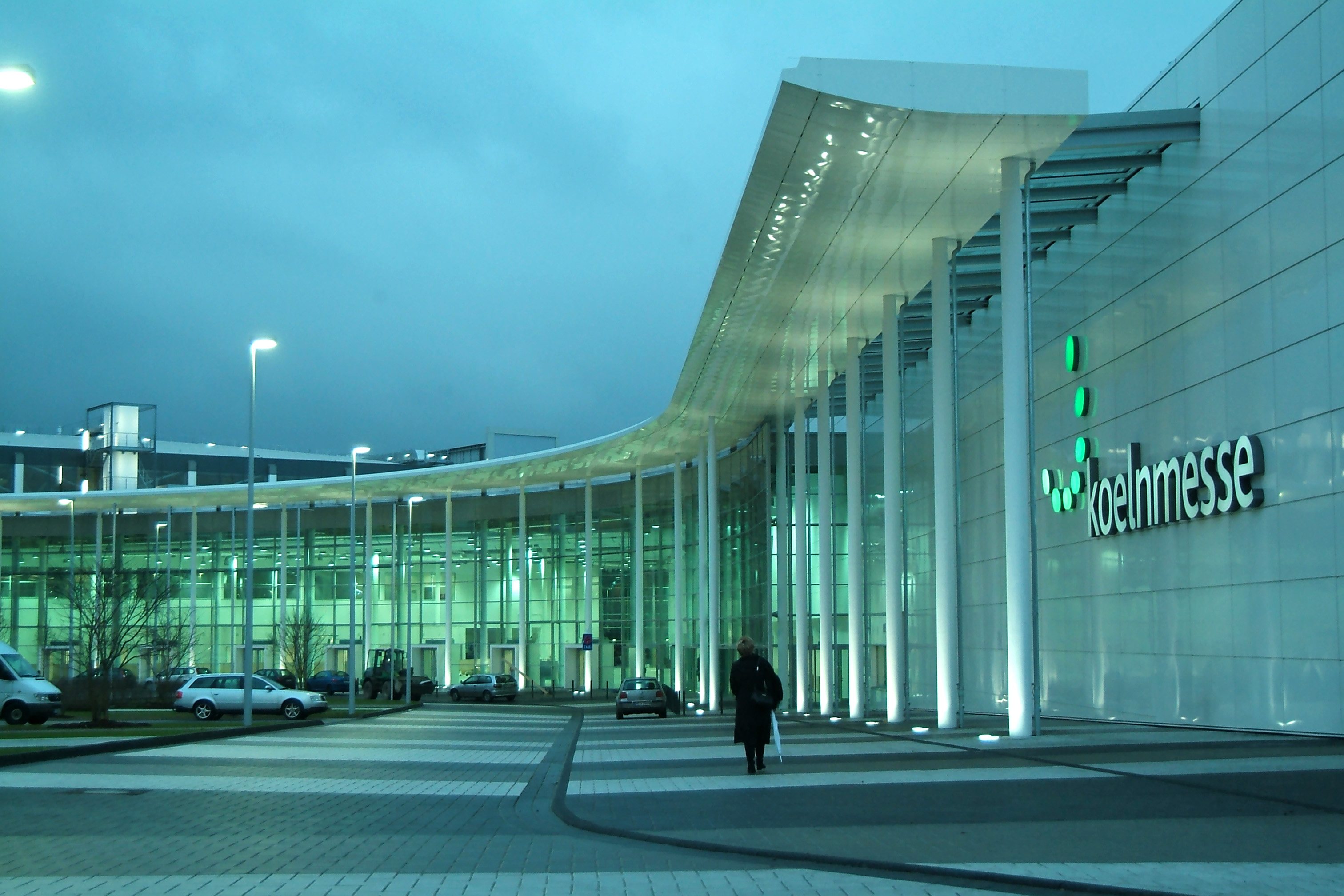
Congress-Centrum Nord – Eingang Nordhallen

Das Congress-Centrum Koelnmesse ist ein Veranstaltungskomplex in Köln. Es verfügt über mehr als 19.500 Sitzplätze und ist an die angrenzende Ausstellungsfläche der Koelnmesse angeschlossen.
40 Räume von 30 bis 1300 Quadratmeter Fläche stehen im Congress-Centrum Koelnmesse für Hauptversammlungen, Kongresse oder Abendveranstaltungen zur Verfügung. Das „Congress-Centrum Ost“ ist mit dem „Congress-Centrum Nord“ durch einen überdachten Boulevard verbunden, von dem aus auch ein direkter Zugang zur „Eventhalle 9“ möglich ist, die bis zu 9600 Personen Platz bietet. In der messefreien Zeit wird das Congress-Centrum Koelnmesse von der Koelncongress GmbH vermarktet.

## Kapazitäten

### Congress-Centrum Ost Koelnmesse
- Congress-Saal:	250–952 m²; 200–1224 Personen
- Offenbachsaal:	688 m²; 648 Personen
- Europasaal:		440 m²; 304 Personen
- Nördl. Sitzungszimmer: 120 m²; 112 Personen
- Konferenzräume 1–6:	30–211 m²; 24–192 Personen
- Kristallsaal:		1350 m²; 1488 Personen
- Allegro:		132 m²; 148 Personen
- Barcalore:		132 m²; 148 Personen
- Blauer Salon:		136 m²; 80 Personen

### Congress-Centrum Nord Koelnmesse
- Konrad-Adenauer-Saal: 710 m²; 704 Personen
- Rheinsaal, teilbar:	92–710 m²; bis 704 Personen
- Konferenzräume A–M:	22–96 m²;  6–70 Personen
- Eventhalle 9:		13.073 m²; 9600 Personen

## Geschichte
Schon frühzeitig spielte für die Kölner Messe das Tagungs- und Kongressgeschäft eine wichtige Rolle. Die Frühjahrsmesse im Jahr 1925 war die erste große Messe, an die bereits zahlreiche Kongresse angegliedert waren. Mit wachsendem Erfolg in den 50er Jahren stockte die Messe Köln ihre Kongressräumlichkeiten auf. Ab 1973 wurde das Kölner Messegelände ausgebaut und modernisiert. 1977 wurde der Neubau der Osthallen und des Congress-Centrums Ost abgeschlossen. Die Messe Köln besaß zwei voneinander unabhängige und für jede Veranstaltungsgröße einsetzbare Congress-Centren, die bis 2005 offiziell als Congress-Centrum Ost und West Koelnmesse geführt wurden.
Mit dem Jahrtausendwechsel stellte die Koelnmesse einen Masterplan zur Neugestaltung des gesamten Messegeländes auf: Vier moderne Messehallen wurden nach einem Architektenwettbewerb und als Ersatz für die bisherigen Rheinhallen mit dem Congress-Centrum West wurde 2006 das Congress-Centrum Nord eröffnet. Das Congress-Centrum Nord ist über den überdachten Messeboulevard direkt an das Congress-Centrum Ost angebunden.

## Veranstaltungen und heutige Nutzung
Im Congress-Centrum Koelnmesse fanden im Jahr 2017 1.123 Veranstaltungen statt, zu denen 193.000 Besucher kamen. Größtenteils sind diese Veranstaltungen Kongresse, Konferenzen, Tagungen, Messen, Konzerte, Gesellschafts- oder Karnevalsveranstaltungen. Neben zahlreichen Rahmenveranstaltungen zu Messen und Kongressen fanden auch diverse medizinische Kongresse im Congress-Centrum Koelnmesse statt.